# Anthus chacoensis
El bisbita chaqueño (Anthus chacoensis) es una especie de ave paseriforme de la familia Motacillidae propia de América del Sur.

## Distribución y hábitat
Se encuentra en Argentina y Paraguay. Su hábitat natural son las praderas templadas.